# Olbia (Bitinia)
Olbia (en griego, Ὀλβία) era una antigua ciudad griega de Bitinia. 
El Periplo de Pseudo-Escílax la ubica entre las ciudades de Misia que estaban a la izquierda del llamado golfo Olbiano e indica que tenía un puerto. Esteban de Bizancio, por otra parte, la menciona como una ciudad de Bitinia y dice que era el antiguo nombre de Nicomedia. Sin embargo, algunos autores sostienen que Olbia debería identificarse con Ástaco y señalan que el nombre de Ástaco debió cambiar por Olbia en el año 435 a. C. De todos modos estas posibles identificaciones resultan problemáticas puesto que Claudio Ptolomeo menciona las ciudades de Ástaco, Nicomedia y Olbia simultáneamente.